# Asplenium mauritiensis
Asplenium mauritiensis är en svartbräkenväxtart som beskrevs av David H. Lorence. Asplenium mauritiensis ingår i släktet Asplenium och familjen Aspleniaceae. Inga underarter finns listade.